# IC 2560
IC 2560 ist eine Balkenspiralgalaxie vom Hubble-Typ SB(r)bc im Sternbild Antlia am Südsternhimmel. Sie ist schätzungsweise 121 Millionen Lichtjahre von der Milchstraße entfernt und hat einen Durchmesser von etwa 120.000 Lj. Sie ist Teil des Antlia-Galaxienhaufens, einer Ansammlung von etwa 230 Galaxien. Der Antlia-Galaxienhaufen wiederum gehört dem Hydra-Centaurus-Superhaufen an.
Astronomen klassifizieren IC 2560 als Seyfert-2-Galaxie und damit als aktive Galaxie mit einem ungewöhnlich hellen Kern. Die dort freigesetzte Energie stammt von der Akkretion großer Mengen an interstellarer Materie durch ein supermassereiches Schwarzes Loch im Zentrum.
Das Akronym „IC“ in der Bezeichnung des Objektes steht für den Index-Katalog, einen Ende des 19./Anfang des 20. Jahrhunderts veröffentlichten astronomischen Katalog von galaktischen Nebeln, Sternhaufen und Galaxien.
Das Objekt wurde am 28. Dezember 1897 durch den US-amerikanischen Astronomen Lewis Swift entdeckt.